# برایتون (بوستون)
برایتون (به انگلیسی: Brighton) یک منطقهٔ مسکونی در ایالات متحده آمریکا است که در بوستون واقع شده‌است. برایتون ۴۳٬۸۸۷ نفر جمعیت دارد.